# Javno mnijenje
Pojam javno mnijenje u sebi sadrži upozorenje da se tiče javnih, a ne privatnih stvari. Javno mnijenje se u najširem smislu bavi s »res publica«. Dakle, tom pojmu "javnosti" pripadaju svi građani i udruženja građana koji razmišljaju i razgovaraju o zajednici u kojoj žive te ta razmišljanja formuliraju u kritiku i odbijanje, prijedloge i prihvaćanje, koje javno izražavaju i zastupaju, te i na taj način pokušavaju utjecati na javno mnijenje. Na taj način oni zapravo i formiraju javno mnijenje. Ali, s obzirom na to da u pravilu u pluralističkom društvu uvijek postoje različita mišljenja o istoj stvari, ne možemo govoriti o jednom javnom mnijenju, već o javnim mnijenjima.
Javno se mnijenje sastoji od:
- poimanja
- prosuđivanja
- zaključivanja

Javno mnijenje je rezultat međusobnog komuniciranja pripadnika publike javnosti ili glas publike javnosti koja njime iskazuje svoja stajališta i prosudbe o relevantnim pitanjima društvenog života. Za građane u cjelini javnost i javno mnijenje je ogledalo u kojem otkrivaju svoje kolektivno lice.

Engleski pojam javnog mnijenja (public opinion) datira iz osamnaestog stoljeća i potječe iz francuskog l’opinion publique, koji je prvi put uporabio Montaigne dva stoljeća ranije, 1588.
Kako bi se utvrdilo stvarno stanje javnog mnijenja, poduzima se njegovo stručno istraživanje.